# (1451) Granö
(1451) Granö est un astéroïde de la ceinture principale.

## Description
(1451) Granö est un astéroïde de la ceinture principale. Il fut découvert le 22 février 1938 à Turku par Yrjö Väisälä. Il présente une orbite caractérisée par un demi-grand axe de 2,20 UA, une excentricité de 0,12 et une inclinaison de 5,1° par rapport à l'écliptique.

## Appellation
Il est nommé en hommage au géographe finlandais et recteur à l'Université de Turku entre 1932 et 1934 Johannes Gabriel Granö (1882-1956). Cela a été publié par le Centre des Planètes Mineures en Janvier 1964.

## Compléments